# بير بونز سوفتوير
 بير بونز سوفتوير  شركة برمجيات أمريكية لتطوير منصة الأدوات البرمجية لأبل ماكنتوش. اشتهرت الشركة بفضل بي بي إديت كأفضل محرر نصوص وتسويقها تحت العلامة التجارية المسجلة " لا تمتص .
"
ولقد ذُكر أنه مطور الماك الاعلى مستوى
بواسطة نظام التشغيل ماك أو إس عشرة الصحفي جون سيراكوزا.
تأسست الشركة في أيار 1993، وأدرجت في كومنولث ماساتشوستس في يوليو 1994، وهي شركة قطاع خاص.

## قائمة المنتجات
- BBEdit محرر نصوص HTML الاحترافي
- BBEdit لايت محرر النصوص «خفيفة» حر(حل محله TextWrangler).
- Mailsmith مخدم البريد الإلكتروني (ملكية نقلها إلى البرامج Stickshift) والآن مجاني
- Super Get Info File and folder info utility for Mac OS X. (discontinued) (توقف)
- TextWrangler الحرة، محرر نص خفيفة الوزن التي حلت محل BBEdit لايت.
- Yojimbo منظم المعلومات .
- تطبيق WeatherCal يضيف تنبؤات الطقس إلى iCal.

## روابط خارجية
- Homepage
- BBEdit
- Mailsmith
- Super Get Info
- TextWrangler
- Yojimbo
- E-mail interview with Bare Bones founder Rich Siegel